# کلارمونت اسکراین
سر کلارمونت پرسیوال اسکراین (۱۹۷۴– ۱۸۸۸م) دارای نشان افسر والا مقام بریتانیا (OBE)، و کارمند و مدیر دولتی بریتانیایی، که از سال ۱۹۲۲م. تا ۱۹۲۴م. به عنوان سرکنسول بریتانیا در کاشغر، و بین سال‌های ۱۹۳۶م. تا ۱۹۳۹م. با سمت معاون وزیر امور خارجه در امور هند و نمایندهٔ آژانس هندی- بریتانیایی در ایالت مدرس خدمت کرد. وی به عنوان کنسولیار انگلیس در کرمان مأمور انتقال رضاشاه و همراهانش به جزیره موریس بوده است. کتاب او با عنوان جنگ جهانی در ایران توسط غلامحسین صالحیار ترجمه شده و حاوی مشاهدات نویسنده در جنگهای اول و دوم در ایران است.

## اوایل زندگی
کلارمونت در ۲۸ فوریه ۱۸۸۸م. در بریتانیا، و در محلهٔ کنزینگتون، در غرب لندن به دنیا آمد. او فرزند فرانسیس هنری بنت اسکراین (۱۹۳۳–۱۸۴۷م) کارمند خدمات غیرنظامی بریتانیا در هند، و هلن لوسی زادهٔ استوارت (۱۹۵۴–۱۸۶۷م) و نوهٔ کشیش کلارمونت اسکراین از لُژ والریج، ویمبلدون بود. او در انگلستان و در کالج وینچستر و نیو کالج آکسفورد تحصیل کرد و در سال ۱۹۱۲م. برای خدمات غیرنظامی بریتانیا در هند برگزیده شد.

## حرفه
کلارمونت اسکراین تا سال ۱۹۱۵م. در بخش خدمات غیرنظامی بریتانیا در هند خدمت کرد و در این سال به بخش خدمات سیاسی بریتانیا در هند منتقل شد. و از سال ۱۹۱۶م. تا ۱۹۱۹م. معاون کنسولی بریتانیا در کرمانِ، ایران بود. او از سال ۱۹۲۲م. تا ۱۹۲۴م. در کاشغر در ترکستان چین به عنوان سرکنسول بریتانیا منصوب شد.
کلارمونت در ۲۳ نوامبر ۱۹۲۳م. با دوریس فوربس وایتلاو (۱۹۷۱–۱۸۹۷م) در بمبئی ازدواج کرد.
در سال ۱۹۲۵م. او و همسرش، سفری به دره‌های ناشناخته آلپ در روستای کونگار در ترکستان چین انجام دادند، و طی آن به نقشه‌برداری، عکس‌برداری و بررسی این کشور پرداختند. شرح این سفر در ماه مه ۱۹۲۵م در روزنامهٔ «تایمز» منتشر شد، همچنین فصلی از کتاب او با عنوان «آسیای مرکزی چین» را تشکیل می‌دهد.
او از سال ۱۹۲۶م. تا ۱۹۲۹م. کنسول بریتانیا در سیستان بود. و در ۲۰ نوامبر ۱۹۳۶م. به عنوان نمایندهٔ ایالت مدرس منصوب شد. او تا ۱ آوریل ۱۹۳۷م؛ یعنی زمانی که نمایندگی نیمه‌مختار ایالات مدرس لغو و به یک رزیدنسی تبدیل شد در خدمت بود. و پس از آن از اول آوریل ۱۹۳۷م. تا ۱۵ ژانویه ۱۹۳۹م. به عنوان اولین نمایندهٔ مقیم دولت بریتانیا در ایالات مدرس خدمت کرد. در ژانویه ۱۹۴۲م. او از راه زمینی به شهر مشهد در ایران سفر کرد، و سر کنسول بریتانیا در این شهر شد؛ او در طی سفر خود چند فیلم ارزشمند ضبط کرد. بر اساس مدارک بایگانی عمومی بریتانیا او تا پایان جنگ جهانی دوم در این سمت باقی ماند. اسکراین از سال ۱۹۴۶م. تا ۱۹۴۸م. به عنوان مشاور در امور هند در تهران، خدمت کرد.

## در مورد ایرانیان
وی وسعت خاک، فواصل زیاد میان شهرهای پرجمعیت، تهاجم پذیر بودن و نبود یا پراکندگی باران در ایران را از جمله عواملی می‌داند که باعث شده ایرانیان روش‌های دموکراتیک را نیاموزند و فقط هوش و ذکاوت طبقه روشنفکر باعث حفظ موقعیت ملی و پایداری هویت ملی ایرانی شده است. وی معتقد است کار جمعی در ایران دشوار است زیرا هر دسته تنها به منافع خویش می‌اندیشد و آن وحدتی که به یک ملت قدرت می‌بخشد و آزادی را میسر می‌سازد در میان ایرانی‌ها وجود ندارد.
برای ایرانی معنای آزادی این نیست که از چنگ مداخلات بیگانگان آزاد باشد، بلکه این است که در بهره‌برداری از منافع خود آزاد باشد. اینگونه آزادی در عمل منجر شده که زورمندان و به اصطلاح هوشمندان ثروت جمع کنند و مردم عادی و اقشار ضعیف ضرر کنند.

## اواخر زندگی
پس از بازنشستگی از خدمات دولتی، او از طرف شرکت بالفور بیتی به عنوان مدیر مقیم شرکت برق اورشلیم در طرح دریافت برق از اردن منصوب شد. او سپس رئیس کمیته دائمی تعیین نام‌های جغرافیایی برای استفاده رسمی، و همچنین عضو مؤسسهٔ حمایتی کودکان خاورمیانه بود؛ این مؤسسه در زمینهٔ اسکان کودکان ایرانی و سایر کشورهای خاورمیانه در مدارس بریتانیا فعال بود.
اسکراین در سال ۱۹۷۴م. در ۸۶ سالگی درگذشت.

## آثار
(۱۹۲۶). آسیای مرکزی چین لندن، انگلستان: Methuen & Co Ltd.
(اکتبر ۱۹۳۱). 'بلندیهای بلوچستان پارسی'. مجله جغرافیایی. 78 (4): 321-338. Bibcode:1931GeogJ..78..321S. doi: 10.2307/1784749. JSTOR ۱۷۸۴۷۴۹.
(۱۹۶۲). جنگ جهانی در ایران لندن، انگلستان: Constable & Co Ltd. ISBN 978-0-09-451920-6. ترجمه توسط غلامحسین صالحیار
(۱۹۷۳). مکارتنی در کاشغر: فعالیت‌های بریتانیا در چین و روسیه در سینکیانگ، ۱۸۹۰–۱۹۱۸. لندن، انگلستان: Methuen. شابک ۹۷۸–۰۴۱۵۳۶۱۷۱۲.
«کلارمونت اسکراین: فیلم‌شناسی». مؤسسه فیلم بریتانیا بایگانی شده از نسخه اصلی در ۱۷ مارس ۲۰۱۶. بازیابی شده در ۱۴ ژوئن ۲۰۱۶.

## کتابشناسی - فهرست کتب
- Cook, Chris (2012). The Routledge Guide to British Political Archives. Routledge. p. 182. ISBN 978-1-136-50961-2.